# Грин-Ривер (Юта)
Грин-Ривер (англ. Green River) — місто (англ. city) в США, в окрузі Емері штату Юта. Населення — 847 осіб (2020).

## Географія
Грин-Ривер розташований за координатами 38°58′56″ пн. ш. 110°5′35″ зх. д. / 38.98222° пн. ш. 110.09306° зх. д. (38.982148, -110.092954).  За даними Бюро перепису населення США в 2010 році місто мало площу 32,55 км², з яких 32,27 км² — суходіл та 0,28 км² — водойми. В 2017 році площа становила 70,61 км², з яких 70,29 км² — суходіл та 0,32 км² — водойми.

## Демографія
Згідно з переписом 2010 року, у місті мешкали 952 особи в 333 домогосподарствах у складі 252 родин. Густота населення становила 29 осіб/км².  Було 389 помешкань (12/км²).
Расовий склад населення:
| - 79,2 % — білих - 0,7 % — корінних американців - 0,5 % — азіатів - 0,3 % — чорних або афроамериканців - 18,5 % — осіб інших рас |

До двох чи більше рас належало 0,7 %. Частка іспаномовних становила 21,4 % від усіх жителів.
За віковим діапазоном населення розподілялося таким чином: 30,4 % — особи молодші 18 років, 55,3 % — особи у віці 18—64 років, 14,3 % — особи у віці 65 років та старші. Медіана віку мешканця становила 34,7 року. На 100 осіб жіночої статі у місті припадало 103,9 чоловіків;  на 100 жінок у віці від 18 років та старших — 104,6 чоловіків також старших 18 років.
Середній дохід на одне домашнє господарство  становив 50 107 доларів США (медіана — 41 786), а середній дохід на одну сім'ю — 55 557 доларів (медіана — 45 250). Медіана доходів становила 35 238 доларів для чоловіків та 24 950 доларів для жінок. За межею бідності перебувало 30,7 % осіб, у тому числі 47,7 % дітей у віці до 18 років та 3,5 % осіб у віці 65 років та старших.
Цивільне працевлаштоване населення становило 469 осіб. Основні галузі зайнятості: мистецтво, розваги та відпочинок — 32,2 %, роздрібна торгівля — 17,9 %, освіта, охорона здоров'я та соціальна допомога — 12,2 %, публічна адміністрація — 10,2 %.